# Гёшиц
Гёшиц (нем. Göschitz) — община в Германии, в земле Тюрингия. 
Входит в состав района Заале-Орла. Подчиняется управлению Зеенплатте.  Население составляет 266 человек (на 31 декабря 2010 года). Занимает площадь 7,80 км².